# Пеунешть (Вранча)
Пеунешть, Пеунешті (рум. Păunești) — село у повіті Вранча в Румунії. Входить до складу комуни Пеунешть.
Село розташоване на відстані 194 км на північний схід від Бухареста, 37 км на північ від Фокшан, 130 км на південь від Ясс, 98 км на північний захід від Галаца, 123 км на схід від Брашова.

## Населення
За даними перепису населення 2002 року у селі проживали 5450 осіб, усі — румуни. Усі жителі села рідною мовою назвали румунську.